# Antoniny (Chodzież)
Pour les articles homonymes, voir Antoniny (homonymie).
Antoniny est une localité polonaise de la gmina de Szamocin, située dans le powiat de Chodzież en voïvodie de Grande-Pologne.